# Rhaphuma acrocarpi
Rhaphuma acrocarpi là một loài bọ cánh cứng trong họ Cerambycidae.